# Seis Naciones Femenino 2017
El Seis Naciones Femenino de 2017 fue la vigésimo segunda edición del principal torneo de rugby femenino europeo.

## Participantes
- Escocia
- Francia
- Gales
- Inglaterra
- Irlanda
- Italia

## Clasificación
| Pos. | País       | Partidos | Partidos | Partidos  | Partidos | Anotación | Anotación | Anotación  | Puntos |
| Pos. | País       | Jugados  | Ganados  | Empatados | Perdidos | A favor   | En contra | Diferencia | Puntos |
| ---- | ---------- | -------- | -------- | --------- | -------- | --------- | --------- | ---------- | ------ |
| 1    | Inglaterra | 5        | 5        | 0         | 0        | 216       | 35        | +181       | 24     |
| 2    | Irlanda    | 5        | 4        | 0         | 1        | 81        | 69        | +12        | 17     |
| 3    | Francia    | 5        | 3        | 0         | 2        | 145       | 63        | +82        | 16     |
| 4    | Escocia    | 5        | 2        | 0         | 3        | 44        | 167       | -123       | 9      |
| 5    | Gales      | 5        | 1        | 0         | 4        | 60        | 137       | -77        | 6      |
| 6    | Italia     | 5        | 0        | 0         | 5        | 43        | 118       | -175       | 1      |

## Resultados
| 3 de febrero | Escocia | 15 - 22 | Irlanda |  |  |

| 4 de febrero | Inglaterra | 26 - 13 | Francia |  |  |

| 4 de febrero | Italia | 8 - 20 | Gales |  |  |

| 11 de febrero | Francia | 55 - 0 | Escocia |  |  |

| 11 de febrero | Gales | 0 - 63 | Inglaterra |  |  |

| 12 de febrero | Italia | 3 - 27 | Irlanda |  |  |

| 24 de febrero | Escocia | 15 - 14 | Gales |  |  |

| 25 de febrero | Inglaterra | 29 - 15 | Italia |  |  |

| 26 de febrero | Irlanda | 13 - 10 | Francia |  |  |

| 11 de marzo | Inglaterra | 64 - 0 | Escocia |  |  |

| 11 de marzo | Gales | 7 - 12 | Irlanda |  |  |

| 12 de marzo | Italia | 5 - 28 | Francia |  |  |

| 17 de marzo | Irlanda | 7 - 34 | Inglaterra |  |  |

| 17 de marzo | Escocia | 14 - 12 | Italia |  |  |

| 18 de marzo | Francia | 39 - 19 | Gales |  |  |

| Bandera de Inglaterra |
| Campeón Inglaterra    |
| Décimo cuarto título  |